# Mangqu (häradshuvudort i Kina, Qinghai Sheng, lat 35,59, long 100,75)
Mangqu (kinesiska: 芒曲镇, 贵南, 贵南县) är en häradshuvudort i Kina. Den ligger i provinsen Qinghai, i den nordvästra delen av landet, omkring 150 kilometer sydväst om provinshuvudstaden Xining. Antalet invånare är 76 560. Befolkningen består av 37 791 kvinnor och 38 769 män. Barn under 15 år utgör 26,0 %, vuxna 15-64 år 68 %, och äldre över 65 år 5,0 %.
Runt Mangqu är det glesbefolkat, med 10 invånare per kvadratkilometer. Mangqu är det största samhället i trakten. Trakten runt Mangqu består i huvudsak av gräsmarker.
Genomsnittlig årsnederbörd är 487 millimeter. Den regnigaste månaden är juli, med i genomsnitt 119 mm nederbörd, och den torraste är november, med 3 mm nederbörd.